# Tartufo al cioccolato

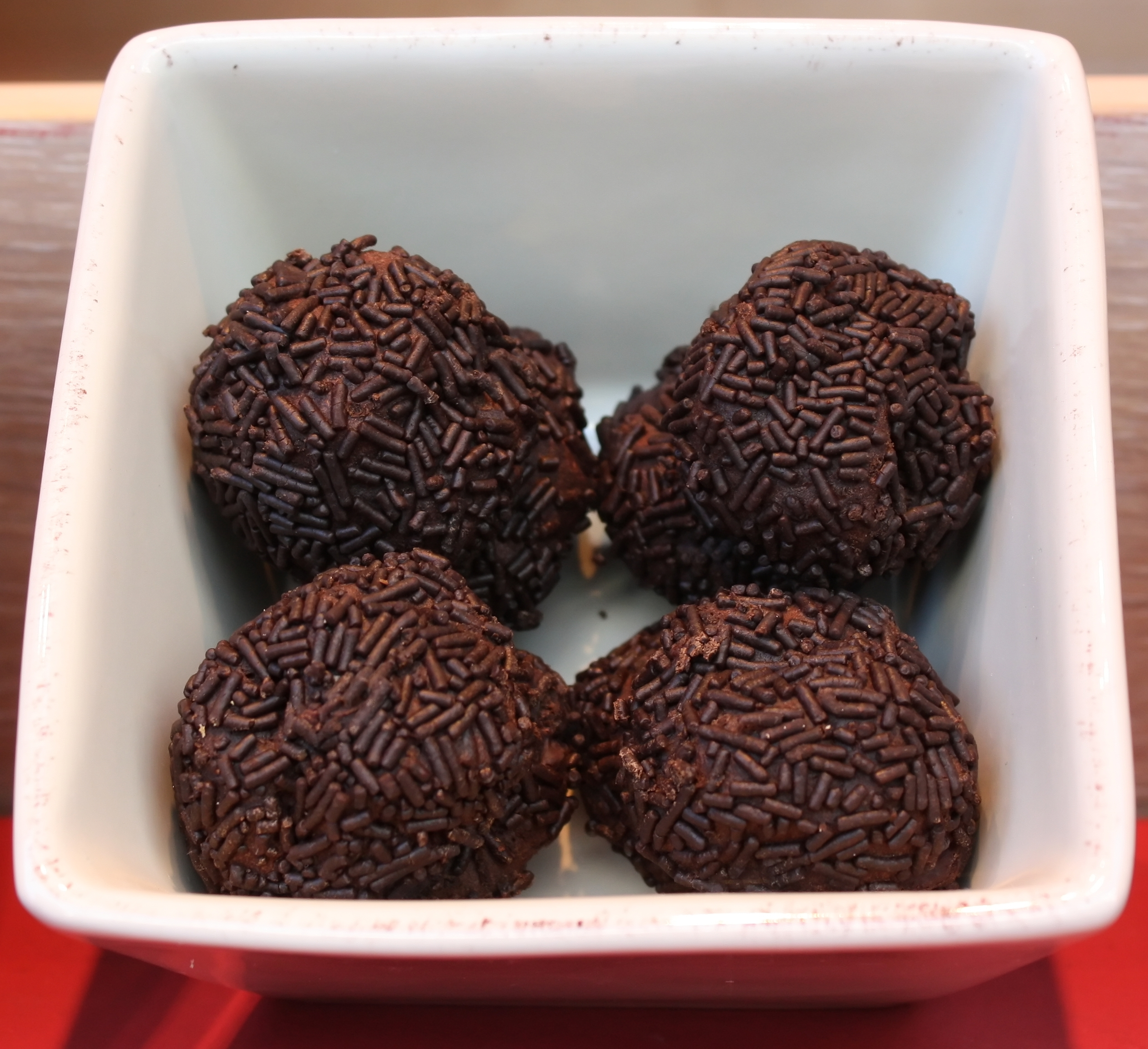
Tartufi al cioccolato

I tartufi o tartufini al cioccolato sono una specialità francese tradizionalmente a base di cioccolato fondente, burro, uova e cacao amaro in polvere, con forma tipica a sfera o pallina. Il loro nome deriva dalla somiglianza con i tartufi (funghi).

## Origine
I tartufi al cioccolato furono inizialmente preparati da Louis Dufour, nel dicembre 1895, ma raggiunsero la popolarità tra il pubblico nel 1902, quando il negozio di cioccolato di Antoine Dufour, a Londra, iniziò a venderli.